# Cristoforo Mercati
Cristoforo Mercati (pseudonimo Krimer) (Perugia, 1908 – Viareggio, 1977) è stato uno scrittore, pittore e poeta italiano.

## Biografia
A 16 anni si trasferì a Viareggio, dove conobbe Filippo Tommaso Marinetti e aderì al movimento futurista, ma è a vent'anni l'incontro, nel 1928, con l'aviatore futurista Guido Keller che gli cambiò la vita, iniziandolo al volo. Morto l'anno dopo Keller, fece ancora parte, fino al 1932, del movimento Futurista come pittore e poeta (di aeropoesie). Dopo un soggiorno a Parigi, invaghito dell'spettacoli di aero-danza (e frequentò Enrico Prampolini), si spostò a Roma dove con Fedele Azari e Silvio Mix con i quali creò il "Futurblocco". È di questo periodo il suo interesse per le culture orientali, di cui i lavori “Yoga” sono una traccia tangibile.. 
Poi si legò al gruppo dei "Vàgeri" di Lorenzo Viani.
Realizzò dei volumi d'arteː nel 1931 Il sole innamorato, con xilografie del conterraneo Spartaco Di Ciolo e nel 1937 Cacciucco, con disegni di Lorenzo Viani. Nel dopoguerra con 50 poesie dipinte (1968) e nel 1970 Poesie dipinte.
Intanto, l'interesse per la scrittura e la poesia l'aveva portato a vincere nel 1938 il Premio Viareggio per il suo volume "Sodalizio con Viani" e fu autore di liriche, racconti, un romanzo e collaborò a giornali e riviste.
Curò per Mondadori l’edizione dei due ultimi libri di Mussolini. Aderì alla RSI dopo l'8 settembre 1943, e fu responsabile dell'Ufficio propaganda del Ministero della cultura popolare, e curò il libro di Mussolini Per la resurrezione della Patria, che doveva essere stampato a Milano dalle Arti Grafiche Moneta, di cui non si ha più alcuna traccia.
Alla caduta del fascismo, il suo nome apparve sulla Gazzetta Ufficiale del luglio 1946, tra i 622 nomi di coloro che avevano svolto attività spionistica nelle file dell'OVRA. Aveva collaborato con la polizia politica fascista dal 1929 al 1934 con il nome in codice di Kristo e con il numero di copertura 435.
Nell'immediato dopoguerra promosse la rivista culturale "Cronache Nuove", cui collaborarono Giovanni Papini, Emilio Settimelli, Marcello Gallian, Guelfo Civinini, Mirko Giobbe, Umberto Guglielmotti, Franz Maria D'Asaro, Luigi Romersa
Dopo quasi trent'anni, nel 1957, tornò improvvisamente alla pittura, inventando le sue “fantasie colorate” ed esponendo sia in Italia che all'estero, tra cui alla Biennale di Milano, al Premio Internazionale del Fiorino, al Maggio di Bari, al Premio Silvestro Lega
Negli anni sessanta conobbe Carlo Novelli, con il quale allestirà alcune mostre.
Lo scultore Inaco Biancalana realizzò un'opera in terracotta La figlia di Krimer, entrata poi nella collezione Fabbiani: è il volto della figlia di Mercati, morta prematuramente in un tragico evento.

## Opere letterarie
- Il sole innamorato, 1931
- Mussolini aviatore, Meini, 1932
- Cacciucco, Novissima, 1937
- Sodalizio con Viani, Pinciana, 1937
- Incontro con Guido Keller, Tivoli, 1938
- C'è un uomo sul molo, Sperling & Kupfer, 1939
- Aviatori, Mantero, 1939
- Il dopolavoro in Germania, Cappelli, 1941
- I proverbi dei marinai, STEV, 1947
- Foglia di me, Vallecchi, 1954
- 50 poesie dipinte
- Ho rubato l’arcobaleno, Lalli, 1969